# Paragomphus balneorum
Paragomphus balneorum – gatunek ważki z rodziny gadziogłówkowatych (Gomphidae).